# Adclarkia dawsonensis
Adclarkia dawsonensis är en snäckart som beskrevs av Stanisic 1996. Adclarkia dawsonensis ingår i släktet Adclarkia och familjen Camaenidae. Inga underarter finns listade i Catalogue of Life.